# دانشگاه پرتوریا
دانشگاه پرتوریا یکی از بزرگترین دانشگاه‌های آفریقای جنوبی در شهر پرتوریا است که حدود ۴۰۰۰۰ دانشجو دارد که ۲۰۰۰ نفر آن‌ها از ۶۰ کشور مختلف دنیا هستند.

## تاریخچه
دانشگاه در سال ۱۹۰۸ پایه‌گذاری شد

## ساختار
دانشگاه شامل ۹ پردیس و دانشکده تجارت است.

## پردیس‌ها و دانشکده‌ها

ساختمان اصلی پردیس علوم‌انسانی

- الهیات
- اقتصاد و علوم مدیریت
- آموزش
- مهندسی و تکنولوژی
- سلامت
- حقوق
- کشاورزی
- علوم دامی

### پردیس سلامت
این پردیس ۴ دانشکده دارد.
- دانشکده پزشکی
- دانشکده دندانپزشکی
- دانشکده بهداشت
- دانشکده مدیریت و مراقبت درمانی